# New York Jets 1995
La stagione 1995 dei New York Jets è stata la 25ª della franchigia nella National Football League, la 35ª complessiva. I Jets aprirono l'annata con il terzo allenatore in altrettante stagioni, con l'ex capo-allenatore dei Philadelphia Eagles Rich Kotite che fu assunto per sostituire il licenziato Pete Carroll. Kotite però ebbe scarso successo nella sua prima stagione, concludendo con un bilancio di 3–13, il peggiore della storia della franchigia dall'ampliamento del calendario a 16 partite.
A partire dalla gara del 1º ottobre contro gli Oakland Raiders, i Jets iniziarono ad indossare il monogramma "DS" sulle uniformi in memoria del general manager Dick Steinberg, morto di cancro allo stomaco il 25 settembre.

## Arrivi e partenze
| Mercato pre-stagionale       | Mercato pre-stagionale        |
| Arrivi                       | Partenze                      |
| ---------------------------- | ----------------------------- |
| QB Neil O'Donnell (Steelers) | QB Boomer Esiason (Cardinals) |
| QB Frank Reich (Panthers)    | T James Brown (Dolphins)      |
| RB Reggie Cobb (Jaguars)     | TE Johnny Mitchell (Dolphins) |
| T Jumbo Elliott (Giants)     |                               |
| G Harry Galbreath (Packers)  |                               |

## Scelte nel Draft 1995
| Scelte dei Jets nel Draft 1995 | Scelte dei Jets nel Draft 1995 | Scelte dei Jets nel Draft 1995 | Scelte dei Jets nel Draft 1995 | Scelte dei Jets nel Draft 1995 |
| Giro                           | Scelta                         | Giocatore                      | Ruolo                          | College                        |
| ------------------------------ | ------------------------------ | ------------------------------ | ------------------------------ | ------------------------------ |
| 1                              | 9                              | Kyle Brady                     | Tight End                      | Penn State                     |
| 1                              | 16                             | Hugh Douglas                   | Defensive End                  | Central State (OH)             |
| 2                              | 33                             | Matt O'Dwyer                   | Guard                          | Northwestern                   |
| 4                              | 106                            | Melvin Hayes                   | Offensive Tackle               | Mississippi State              |
| 4                              | 107                            | Tyrone Davis                   | Wide Receiver                  | Virginia                       |
| 5                              | 142                            | Carl Greenwood                 | Defensive Back                 | UCLA                           |
| 6                              | 177                            | Troy Sienkiewicz               | Offensive Tackle               | New Mexico State               |
| 7                              | 217                            | Curtis Ceaser                  | Wide Receiver                  | Grambling State                |

## Calendario
| Stagione regolare | Stagione regolare       | Stagione regolare  | Stagione regolare  | Stagione regolare  |
| Turno             | Avversario              | Risultato          | Stadio             |                    |
| ----------------- | ----------------------- | ------------------ | ------------------ | ------------------ |
| 1                 | at Miami Dolphins       | S 52–14            | Joe Robbie Stadium |                    |
| 2                 | Indianapolis Colts      | S 27–24 (dts)      | The Meadowlands    |                    |
| 3                 | Jacksonville Jaguars    | V 27–10            | The Meadowlands    |                    |
| 4                 | at Atlanta Falcons      | S 13–3             | Georgia Dome       |                    |
| 5                 | Oakland Raiders         | S 47–10            | The Meadowlands    |                    |
| 6                 | at Buffalo Bills        | S 29–10            | Rich Stadium       |                    |
| 7                 | at Carolina Panthers    | S 26–15            | Memorial Stadium   |                    |
| 8                 | Miami Dolphins          | V 17–16            | The Meadowlands    |                    |
| 9                 | at Indianapolis Colts   | S 17–10            | RCA Dome           |                    |
| 10                | New England Patriots    | S 20–7             | The Meadowlands    |                    |
| 11                | Settimana di pausa      | Settimana di pausa | Settimana di pausa | Settimana di pausa |
| 12                | Buffalo Bills           | S 28–26            | The Meadowlands    |                    |
| 13                | at Seattle Seahawks     | V 16–10            | Kingdome           |                    |
| 14                | St. Louis Rams          | S 23–20            | The Meadowlands    |                    |
| 15                | at New England Patriots | S 31–28            | Foxboro Stadium    |                    |
| 16                | at Houston Oilers       | S 23–6             | Astrodome          |                    |
| 17                | New Orleans Saints      | S 12–0             | The Meadowlands    |                    |

## Classifiche
| AFC East               | AFC East | AFC East | AFC East | AFC East | AFC East | AFC East | AFC East |
|                        | V        | S        | P        | %        | PF       | PS       | STR      |
| ---------------------- | -------- | -------- | -------- | -------- | -------- | -------- | -------- |
| (3) Buffalo Bills      | 10       | 6        | 0        | .625     | 350      | 335      | S1       |
| (5) Indianapolis Colts | 9        | 7        | 0        | .563     | 331      | 316      | V1       |
| (6) Miami Dolphins     | 9        | 7        | 0        | .563     | 398      | 332      | V1       |
| New England Patriots   | 6        | 10       | 0        | .375     | 294      | 377      | S2       |
| New York Jets          | 3        | 13       | 0        | .188     | 233      | 384      | S4       |

## Premi
- Hugh Douglas:

rookie difensivo dell'anno